# Mohammed esh-Sheikh es-Seghir
Mohammed esh Sheikh es Seghir ( en  árabe : محمد الشيخ الأصغر السعدي)(? - 30 de enero de 1655) fue el sultán de Marruecos desde 1636 hasta 1655.

## Vida
Era hijo del sultán Zidan al-Nasir (r. 1603–1627). Su madre era una esclava española y él tenía dos esposas españolas, lo que puede haberlo llevado a continuar los servicios durante mucho tiempo del consejero real Moses Pallache, sobrino de Samuel Pallache de la familia Pallache.
Su retrato se encuentra en un grabado de Marrakech realizado por Adriaen Matham en 1640, realizado con motivo de una visita del embajador de los Países Bajos al sultán.
Mohammed esh-Sheikh es-Seghir intentó concentrar todo el comercio exterior marroquí en Safí a manos de los ingleses, y obtener barcos de guerra de su rey para impedir todo comercio con el sur, pero el sultán temía romper relaciones con los holandeses y con los franceses. En 1638, el sultán envió a su embajador Muhammad bin Askar a Inglaterra, quien llevaba una carta para apresurar al rey Carlos I de Inglaterra para que enviase las armas y municiones requeridas a Marruecos y reprimir a los mercaderes ingleses que vendían armas a los rebeldes, y eso se basó en el tratado celebrado entre ambos países el 20 de septiembre de 1637, que estipula que no se debe establecer ninguna relación entre el Reino de Inglaterra y los enemigos del Sultán en Santa Cruz de Tenerife, pero los comerciantes ingleses continuaron introduciendo armas de contrabando en el desierto.